# Йокинен, Аугуст
Аугуст Йокинен (фин. August Jokinen, 11 июня 1888 — 3 августа 1970) — финский борец греко-римского стиля, призёр чемпионата Европы.

## Биография
Родился в 1888 году в Сюсмя. В 1912 году принял участие в Олимпийских играх в Стокгольме, но не завоевал наград. На неофициальном чемпионате Европы 1914 года стал обладателем серебряной медали.